# Портрет княгини А. А. Оболенской
«Портрет княгини А. А. Оболенской» — картина французского салонного художника Каролюс-Дюрана из собрания Государственного Эрмитажа.
Картина является поколенным портретом княгини Анны Александровны Оболенской, дочери сенатора, промышленника и мецената А. А. Половцова и Н. М. Половцовой, жена члена Государственного совета Российской империи князя А. Д. Оболенского. Она изображена стоящей в полный рост на тёмном фоне, в красном вечернем платье, в левой руке — белая роза. Справа вверху стоит подпись художника, место написания картины и дата: Carolus Duran Paris 1887.
Как следует из подписи, картина была написана в Париже, куда Оболенские переехали из Ниццы в марте 1887 года во время землетрясения на южном берегу Франции и где находились в течение двух месяцев. Затем картина была увезена в Санкт-Петербург и находилась в собрании А. А. Половцова. Некоторое время картина состояла в музее училища Штиглица. В конце 1920-х годов картину предполагалось продать за границу и она была передана в Контору «Антиквариат», однако продажа не состоялась и с 1931 года картина находится в Эрмитаже. 
За время нахождения в училище Штиглица и конторе «Антиквариат» документация на картину была запутана и она «поменялась» названием с другой работой Каролюс-Дюрана — «Портретом Н. М. Половцовой». Под ошибочными  названиями обе картины числились в Эрмитаже и публиковались в каталогах вплоть до 1962 года, когда были верно идентифицированы сыном и внуком изображённых П. А. Оболенским. С конца 2014 года выставляется в здании Главного штаба.
В 2017—2018 годах картина находилась на выставке Сеуле , причём была задействована в рекламных плакатах выставки и помещена на обложку каталога.
В 1889 году Каролюс-Дюран написал ростовой портрет мадам Эдгар Стерн, портретируемая была одета в платье почти такого же фасона и цвета, а также была повторена поза Оболенской. Эта картина находится в Парижском городском музее изящных искусств.

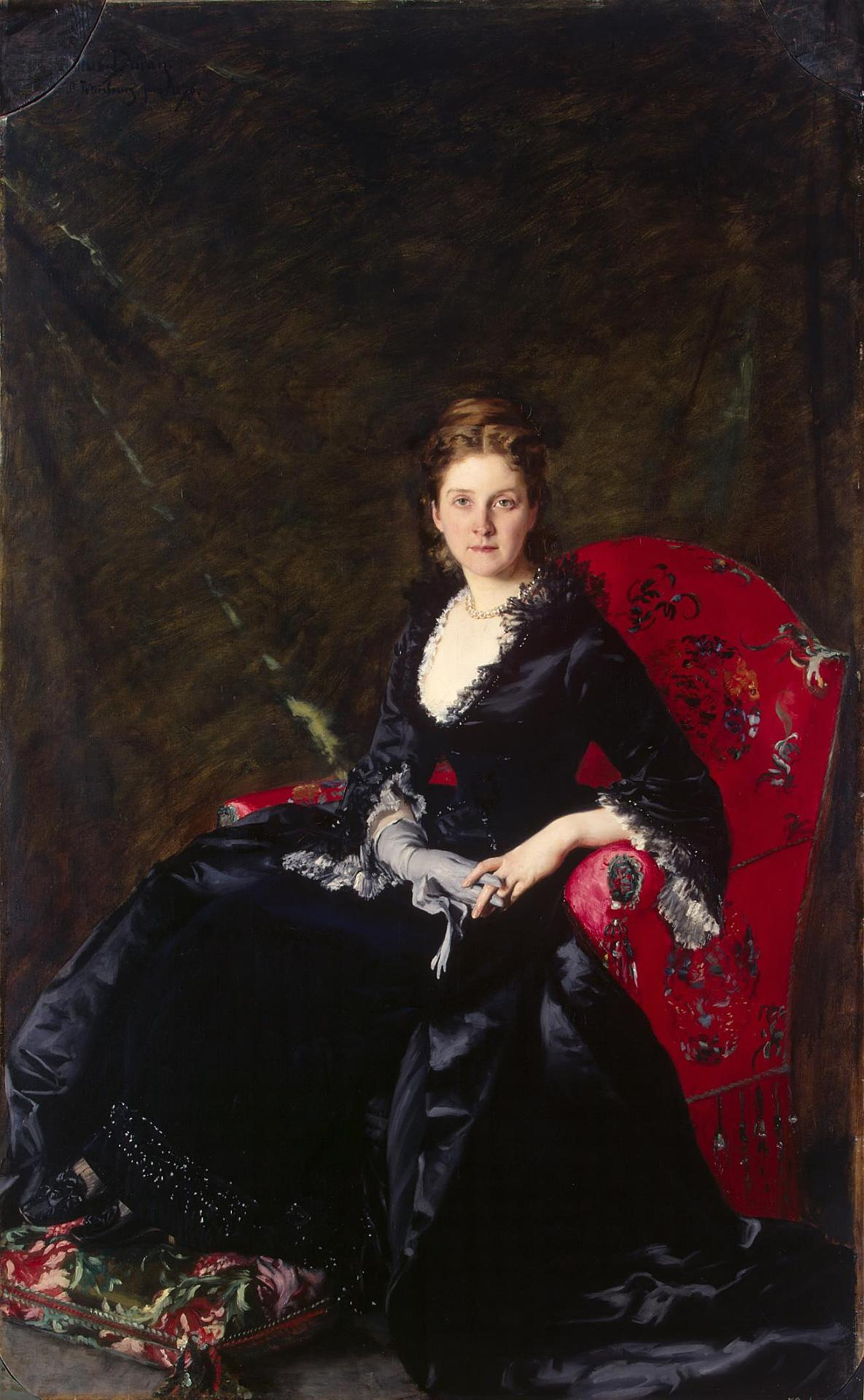
Каролюс-Дюран. «Портрет Н. М. Половцовой».
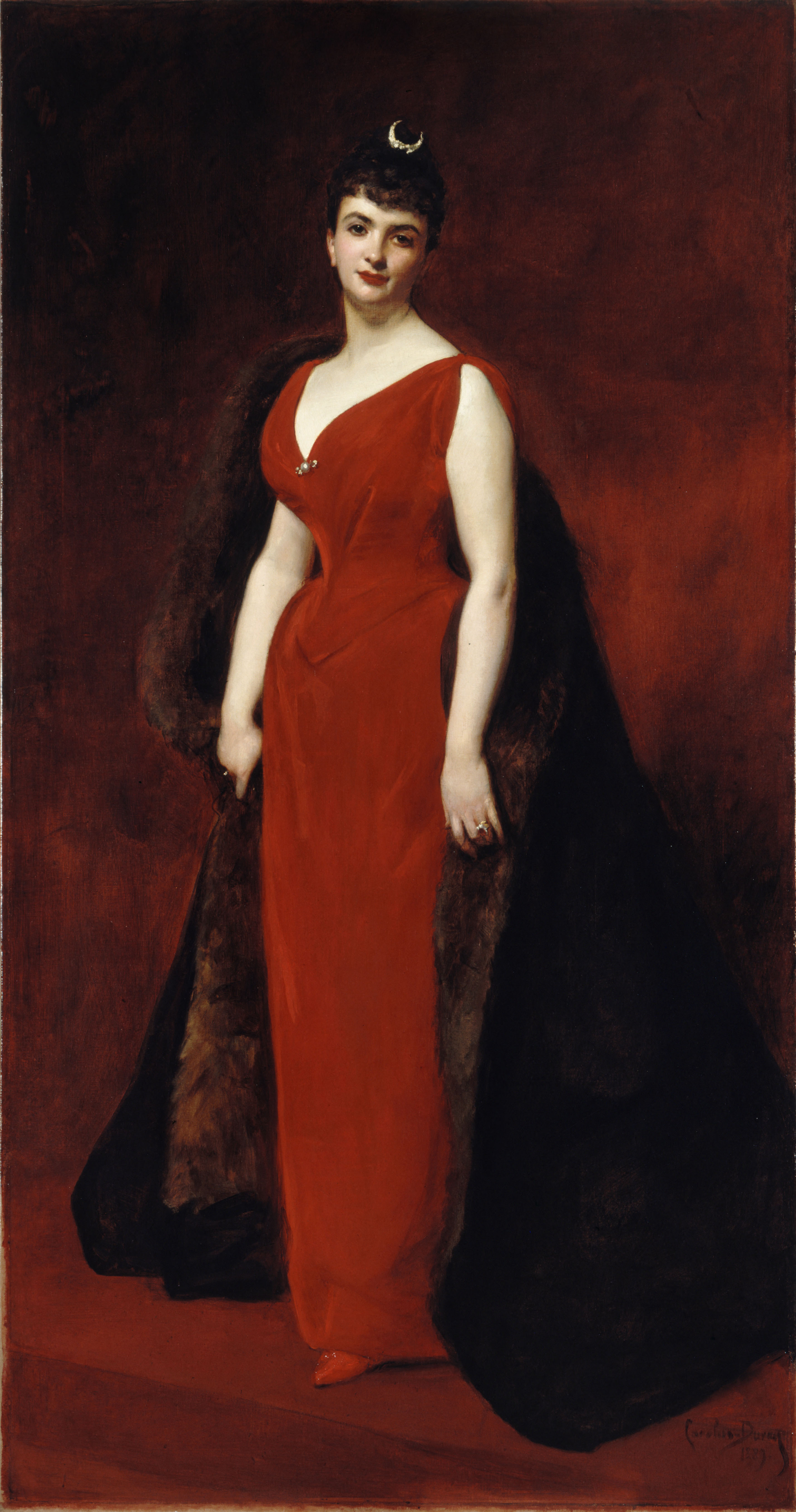
Каролюс-Дюран. «Портрет мадам Эдгар Стерн». 1889 год.